# Ahasverus longulus
Ahasverus longulus là một loài bọ cánh cứng trong họ Silvanidae. Loài này được Blatchley miêu tả khoa học năm 1910.